# عين اشرب واهرب
عين اشرب واهرب عين طبيعية تقع على الطريق الوطني رقم 18 بين ولاية المدية ومدينة خميس مليانة بعين الدفلى، تابعة إقليميا لدائرة وامري بدولة الجزائر.
كانت غير مستغلة فقام الاستعمار الفرنسي ببنائها وذلك سنة 1889. وإلى غاية اليوم بقيت هذه العين يشرب منها العابر للطريق وسكان البلديات المجاورة مثل حناشة، حربيل، وامري، ومناطق عمورة والجمعة، وبلدية وادي الشرفاء.
مذاق هذه العين طيب وخفيف كأنك لم تشرب. أما سبب هذه التسمية يعود لفترة الاستعمار الفرنسي للجزائر، حيث كانت العين موجودة في منطقة بها غابة كثيفة لدرجة حجب أشعة الشمس في وضح النهار فكان قطاع الطرق يستغلون هذا الوضع للاعتداء على المارة ليكون هذا الاسم دليل على خطورة المكان.
في وقتنا الحالي الأمن متوفر ويوجد باعة يبيعون الفواكه وخاصة في فصل الصيف والخريف أين يكثر الهندي فاكهة محلية والعين بمحاذاة وادي حربيل وتحتها مرتفع يسما محليا كاف القهوة.